# Лейк-энд-Пенинсула
Лейк-энд-Пенинсула (англ. Lake and Peninsula Borough, рус. Озеро и Полуостров) — одно из боро Аляски (США). Является вторым округом (или приравненной к нему административно-территориальной единицей: боро/зона переписи населения на Аляске и приход в Луизиане) в США по минимальной плотности населения после Юкон-Коюкук. Единственный округ (или приравненная к нему административно-территориальная единица), административный центр которого находится вне его пределов. Население 1476 человек (оценка 2020 года), площадь 85 270 км², плотность населения 0,02 чел./км².

## Описание
Боро расположено в юго-западной части штата, преимущественно на полуострове Аляска. На западе граничит с боро Алеушианс-Ост, с других сторон — с несколькими боро и зонами переписи населения, омывается водами Берингова моря и Тихого океана.
Административный центр — Кинг-Салмон, который расположен на территории соседнего боро — исключительный случай в географии США. Сам Лейк-энд-Пенинсула был образован 24 апреля 1989 года.
Площадь боро составляет 85 270 км², из них 24 000 км² (28,2 %) занимают открытые водные пространства.
Своё название боро получило в честь полуострова, на котором находится бо́льшая его часть, и в честь озера, находящегося на его территории.

## Демография
Крупные населённые пункты
Данные о численности населения указаны на 2010 год
- Кинг-Салмон — 374 жителя (административный центр; находится на территории боро Бристол-Бей)
- Ньюхэлен — 190
- Нондалтон — 164
- Порт-Хейден — 102
- Чигник — 91
- Чигник-Лейк — 73
- Пайлот-Пойнт — 68

Расовый состав
- эскимосы — 73,5 %
- белые — 18,8 %
- азиаты — 0,2 %
- уроженцы тихоокеанских островов — 0,2 %
- афроамериканцы — 0,1 %
- прочие расы — 0,3 %
- две и более расы — 6,9 %
- латиноамериканцы (любой расы) — 1,2 %

В качестве домашнего языка общения 5,4 % жителей боро используют юпикский, 3,9 % — алеутский, 1,2 % — атабаскский, 0,6 % — испанский.

## Достопримечательности
- Алагнак — река, ежегодно меняющая своё русло и притоки
- Илиамна (крупнейшее озеро Аляски), Накнек (частично на территории боро) — озёра
- Аляскинский морской национальный заповедник — частично
- Национальный заповедник полуострова Аляска — частично
  - Стратовулкан Чигинагак с кратерным кислотным[фр.] озером диаметром в 400 метров и глубиной в 105 метров
  - Стратовулкан Янтарный, открытый лишь в 1979 году
- Национальный памятник природы и заказник Аниакчак
  - Стратовулкан Аниакчак
- Национальный заповедник Бочарова — частично
  - Озеро Бочарова
- Национальный парк Катмай — частично
- Национальный парк «Лейк-Кларк» — частично
  - Озеро Кларк

- Река Алагнак
- Стратовулкан Аниакчак
- Стратовулкан Чигинагак
- Озеро Бочарова
- Озеро Кларк